# Louis Lombardi
Louis Lombardi, född 1968 i New York i New York, är en amerikansk skådespelare.

## Filmografi
- Beverly Hills Cop III (1994)
- Ed Wood (1994)
- Natural Born Killers (1994)
- The Usual Suspects (1995)
- Två pappor för mycket (1997)
- Suicide Kings (1998)
- 3000 Miles to Graceland (2001)
- The Animal (2001)
- Confidence (2003)
- The Spirit (2008)